# Бабановка (Саратовская область)
Бабановка — село в Саратовском районе Саратовской области России. С апреля 2021 года входит в состав городского округа город Саратов.

## История
Бабановка (Барабановка) была основана примерно во второй половине XVIII века между Астраханским почтовым трактом и берегом Волги. В год отмены крепостного права в деревне насчитывалось 45 домохозяйств, работали две мельницы. 
Во времена Советской власти Бабановка стала центром одноимённого сельсовета. Был создан колхоз "Страна Советов", который в 1952 году был расформирован и присоединён к совхозу "Синеньский". Во второй половине XX века Бабановка входила в Синеньский сельсовет. В 1970 году здесь проживало 129 жителей, однако уже к 1979 году их осталось всего 32.

## География
Расположено село в южной части Саратовского района, на берегу ручья Назаровка. Расстояние до административного центра села Синенькие - 3 км, до областного центра составляет 48 км. С административным центром поселения село связано просёлочной грунтовой автодорогой. В Бабановке расположена одна улица Садовая. 
Село Бабановка, как и вся Саратовская область, находится в часовой зоне МСК+1. Смещение применяемого времени относительно UTC составляет +4:00.

## Население
| 2010 |
| ---- |
| 0    |

На 1 января 2020 год в селе проживал 1 человек. 